# Фастов
Фастов е град в Киевска област, Украйна.
Населението му е 50 517 жители (2011 г.) Намира се в часова зона UTC+2. Споменат е за 1-ви път през 1390 г., а получава статут на град през 1938 г.